# ROH 라이징 어보브
라이징 어보브는 링 오브 오너가 주관하던 월간 페이퍼뷰로 2007년과 2008년 두해에 걸쳐 진행되었다.

## 결과

### 2007년
- 다크매치 1 : 니크로 부처가 직쏘 , 맷 크로스 , 미치 프랭클린과의 4자간 경기에서 승리
- 다크매치 2 : 나오미치 마루푸지가 클라우디오 캐스터그놀리에게 승리
- 데이지 헤이즈가 사라 델레이 , 레이시에게 승리
- 딜릴리어스가 브렌트 얼브라잇에게 승리
- 캐빈 스틴 & 엘 제네리코가 에이지 오브 더 폴 (지미 제이콥스 & 타이럴 블랙) , 헹맨 3 (아담 피어스 & BJ 휘트머) , 벌쳐 스쿼드 (잭 에반스 & 러커스)와의 태그팀 스크램블 경기에서 승리
- 데이비 리쳐즈가 에릭 스티븐스에게 승리
- 클라우디오 캐스터그놀리가 크리스 히어로에게 승리
- 나이젤 맥구이니스가 오스틴 에리즈를 꺾고 RoH 월드 타이틀 방어에 성공
- 브라이언 다니엘슨이 타케시 모리시마에게 실격승
- 브리스코 형제 (제이 & 마크)가 노 리모스 콥스 (로데릭 스트롱 & 락키 로메로)와의 3전 2선승제에서 승리하여 RoH 월드 태그팀 타이틀 방어에 성공함

### 2008년
- 다크매치 1 : 피닉스 트윈스 (트윅 & 데쉬)가 그리즐리 레드우드 & 아론 스캇에게 승리
- 다크매치 2 : 딜릴리어스가 레트 티튜스에게 승리
- 다크매치 3 : 사모아죠가 타일러 블랙에게 승리
- 캐빈 스틴 & 엘 제네리코가 브리스코 형제 (제이 & 마크)를 꺾고 RoH 월드 태그팀 타이틀 방어에 성공
- 미스치프가 사라 델 레이를 꺾고 쉬머 타이틀 방어에 성공
- 클라우디오 캐스터그놀리가 세미 칼리한 , 실라스 영 , 알렉스 페인이 4자간 서바이벌 경기에서 승리
- 스위트 & 소어 Inc (크리스 히어로 , 고 시오자키 , 데이비 리쳐즈)가 로데릭 스트롱 , 브렌트 얼브라잇 , 에이스 스틸에게 승리
- 오스틴 에리즈가 지미 제이콥스와의 아이 큇 경기에서 승리
- 나이젤 맥구이니스가 브라이언 다니엘슨을 꺾고 RoH 월드 타이틀 방어에 성공